# 30 kopiejek – 2 złote (1834–1841)
30 kopiejek – 2 złote (1834–1841) – dwunominałowa moneta o wartości trzydziestu kopiejek i jednocześnie dwóch złotych, przygotowana dla Królestwa Kongresowego okresu po powstaniu listopadowym, wprowadzona do obiegu jednocześnie na terenie Królestwa i Imperium Rosyjskiego ukazem carskim z 1 maja 1834 r. Moneta była bita w mennicy w Warszawie, w srebrze, w latach 1834–1841, według rosyjskiego systemu wagowego – zołotnikowego, opartego na funcie rosyjskim.
Jest to jedyna dwunominałowa moneta polsko-rosyjska bita tylko w mennicy w Warszawie.

## Awers
Na tej stronie umieszczono orła cesarstwa rosyjskiego – dwugłowy orzeł z trzema koronami, w prawej łapie trzyma miecz i berło, w lewej jabłko królewskie, na piersi tarcza herbowa ze Św. Jerzym na koniu powalającym smoka, wokół tarczy łańcuch z krzyżem Św. Andrzeja, na skrzydłach orła sześć tarcz z herbami – z lewej strony Kazania, Astrachania, Syberii, z prawej strony Królestwa Polskiego, Krymu i Wielkiego Księstwa Finlandii. Na dole, po obu stronach ogona orła, znajduje się znak mennicy – litery M W.

## Rewers
Na tej stronie umieszczono nominał 30, pod nim „КОПѢЕКЪ”, poniżej nominał 2, pod nim „ZŁOTE”, poniżej rok bicia 1834, 1835, 1836, 1837, 1838, 1839, 1840 lub 1841, a dookoła otokowo napis:

ЧИСТАВО СЕРЕБРА 1 ЗОЛ. 25½ ДОЛИ.

## Opis
Monetę bito w mennicy w Warszawie, w srebrze próby 868, na krążku o średnicy 26 mm, masie 6,22 grama, z rantem skośnie ząbkowanym. Według sprawozdań mennicy w latach 1834–1841 w obieg wypuszczono 11 967 211 monet.
Stopień rzadkości poszczególnych roczników przedstawiono w tabeli:
| Rocznik                    | Stopień rzadkości | Szacowana liczba egzemplarzy | Zdjęcie |
| -------------------------- | ----------------- | ---------------------------- | ------- |
| 30 kopiejek – 2 złote 1834 | R3                | 601–3000                     |         |
| 30 kopiejek – 2 złote 1835 |                   | ponad 400 000                |         |
| 30 kopiejek – 2 złote 1836 |                   | ponad 400 000                |         |
| 30 kopiejek – 2 złote 1837 |                   | ponad 400 000                |         |
| 30 kopiejek – 2 złote 1838 |                   | ponad 400 000                |         |
| 30 kopiejek – 2 złote 1839 |                   | ponad 400 000                |         |
| 30 kopiejek – 2 złote 1840 |                   | ponad 400 000                |         |
| 30 kopiejek – 2 złote 1841 | R                 | 80 001–400 000               |         |

Ponieważ daty na monecie mieszczą się w latach panowania Mikołaja I, więc w numizmatyce rosyjskiej zaliczana jest do kategorii monet tego cara.
Liczba znanych odmian łącznie z wszystkich lat bicia wynosi 27 (z uwzględnieniem wariantów – 44)